# 612
Cette page concerne l'année 612  du calendrier julien. Pour l'année 612 av. J.-C., voir 612 av. J.-C.
L'année 612 est une année bissextile qui commence un samedi.

## Événements
- Entre le 19 février et le 15 mars[1] : début du règne de Sisebut, roi des Wisigoths (fin en 621).
- Mai[2] : Thierry II, roi de Bourgogne, après s'être assuré de la neutralité de Clotaire II, en promettant de lui rendre le duché de Dentelin, rassemble son armée à Langres et s'avance jusqu'à Toul contre son frère Thibert II, roi d’Austrasie[3].
- Printemps : le général byzantin Priscus parvient à reprendre Césarée de Cappadoce aux Perses[4]. Le 5 décembre, il est relevé de son commandement et remplacé par Philippicus[5].
- Campagne sassanide en Palestine. Les églises chrétiennes sont systématiquement pillées. La Basilique de la Nativité de Bethléem est cependant épargnée car les Perses y trouvent une mosaïque représentant la vénération des Rois mages envers Jésus-Christ naissant. Comme ces personnages orientaux sont figurés avec des vêtements perses, les envahisseurs respectent le lieu[6].
- Juin : Thibert II est battu à la bataille de Toul[7]. Il se réfugie à Metz, puis à Cologne. Thierry le poursuit. Thibert II rassemble une nouvelle armée, composée d'Allemands, de Thuringiens et de Saxons[3].
- Juillet : Thibert II est de nouveau battu à la bataille de Tolbiac[7]. Il s’enfuit au-delà du Rhin, pendant que Thierry II entre à Cologne. Thibert est pris par le chambellan Berthaire, amené à Cologne, dépouillé des insignes de la royauté, puis enfermé dans un couvent à Chalon-sur-Saône par Brunehilde. Il meurt peu après, certainement de mort violente[3].
- 22 octobre : début du règne de Zac-Kuk, reine maya de Palenque (fin en 615)[8].
- Automne[9] : le moine irlandais Colomban franchit les Alpes. Il se rend de Brégence à Milan auprès du roi Agilulf. Peu après, il fonde le monastère de Bobbio en Italie. Le moine Gallus, malade, qui n'a pas pu le suivre, reste dans les Alpes et fonde un ermitage qui deviendra l'abbaye de Saint-Gall[10].

- Victoire du Koguryŏ sur l'empereur de Chine Sui Yangdi à la bataille de la rivière Salsu[11].

## Naissances en 612
- 3 mai : Constantin III Héraclius, empereur byzantin associé[5].

## Décès en 612
- 9 mars : Pacal Ier, souverain de Palenque, cité-État de Mésoamérique
- Thibert II, souverain mérovingien, roi d'Austrasie de 595 à 612.
- Mérovée, prince mérovingien, fils de Thibert II, assassiné.